# Plouescat
Plouescat é uma comuna francesa na região administrativa da Bretanha, no departamento Finisterra. Estende-se por uma área de 14,82 km². Em 2010 a comuna tinha 3 564 habitantes (densidade: 240,5 hab./km²).